# Christer Strömholm
Christer Strömholm, también conocido como Christer Christian, (22 de julio de 1918 - 11 de enero de 2002) fue un fotógrafo sueco que se hizo famoso por sus fotografías sobre los ambientes existencialistas de París.
Tras el suicidio de su padre se trasladó en 1937 a Dresde, donde estudió con Waldemar Winkler con el que tuvo desavenencias sobre Paul  Klee por lo que abandonó la escuela y fue a pasar una breve estancia en París. En 1938 estudió pintura en Estocolmo y viajó a España durante la Guerra Civil, donde actuó ocasionalmente como correo del bando republicano. Al estallar la Segunda Guerra Mundial en 1939 se alistó en el ejército y luego participó en la resistencia. 
En 1947 se trasladó de nuevo a París donde estudió en la Academia de Bellas Artes y se interesó por la fotografía. Durante esos años realizó reportajes sobre los ambientes bohemios de la ciudad en pleno auge del existencialismo promovido por Jean Paul Sartre, Albert Camus y Simone de Beauvoir. Uno de sus reportajes trataba sobre los travestidos que se encontraban en Montmartre.
Desde 1951 fue miembro del grupo Fotoform y participante en las exposiciones que organizaba Otto Steinert. En 1956 regresó a Estocolmo y entre 1962 y 1972 fue director de la Fotoskolen (Escuela de fotografía) de la Universidad de Estocolmo.
Realizó diversos viajes con fines fotográficos, entre ellos se encuentra una visita a España entre 1958 y 1960 en la que pudo realizar un reportaje sobre la sociedad española durante el franquismo. Estuvo de nuevo en España, junto con el poeta y escritor Lasse Söderberg, en 1962 y 1963. También viajó a Estados Unidos, Japón, la India, Polonia, la Unión Soviética y Kenia.
En 1997 publicó su libro Kloka ord (Palabras cuerdas) y recibió el Premio internacional de la Fundación Hasselblad.